# 전병성
전병성(全炳成, 1955년 1월 2일 ~ )은 대한민국의 제8대 기상청장과 제3대 한국환경공단이사장을 지낸 공무원이다. 본관은 천안(天安)이며, 충청남도 예산군 출신이다.

## 주요 이력

### 경력
- 환경부 공보관(1996.11~1996.12)
- 환경부 국제협력관(1996.08~1996.10)
- 환경부 수질보전국장(1996.06~1996.08)
- 건설교통부 수자원국 국장(1994.12~1996.02)
- 환경부 자원순환국 국장(1996.02~1996.06)
- 환경부 환경전략실 실장(1996.12~2000.07)
- 대통령실 환경공보비서관(2008.02~2009.01)
- 제8대 기상청장(2009.01~2011.02)
- 경북대학교 대기원격탐사연구소 보관됨 2016-10-11 - 웨이백 머신 초빙교수
- 제3대 한국환경공단 이사장(2016.7 - 2018. 12.)

### 학력
- 영등포고등학교 졸업
- 건국대학교 법학과 학사
- 서울대학교 환경대학원 도시계획학석사
- 일리노이 주립 대학교 대학원 경제학 석사
- 건국대학교 대학원 법학 박사